# 니시아키정
니시아키정 (니시아키마치)(西安岐町)은 오이타현 히가시쿠니사키군에 있던 정이다. 현재의 구니사키시의 일부에 해당한다.

## 지리
구니사키섬의 동부, 아키강의 하류 지역에 위치한다.

## 역사
- 1889년 4월 1일 - 정촌제 시행에 의해 히가시쿠니사키군 니시아키촌이 성립하였다.
- 1923년 4월 1일 - 정으로 승격해 니시아키정이 되었다.
- 1954년 3월 31일 - 미나미아키촌, 니시무사시촌, 아사쿠촌. 나카리에촌 (일부)와 합병해 아키정이 성립하여 폐지되었다.

## 참고문헌
- 角川日本地名大辞典 44 大分県
- 『市町村名変遷辞典』東京堂出版、1990年。